# 동선 문화
동선 문화(베트남어: Văn hóa Đông Sơn / 文化東山, 문화동산)는 북베트남의 홍강 유역에서 번창하였던 베트남을 대표하는 선사 청동기 시대 문화이다. 이 문화는 기원전 1000년에서 기원전 100년경까지 인도 말레이 반도 등 주변 지역에 막강한 영향력을 미쳤다.

## 개요

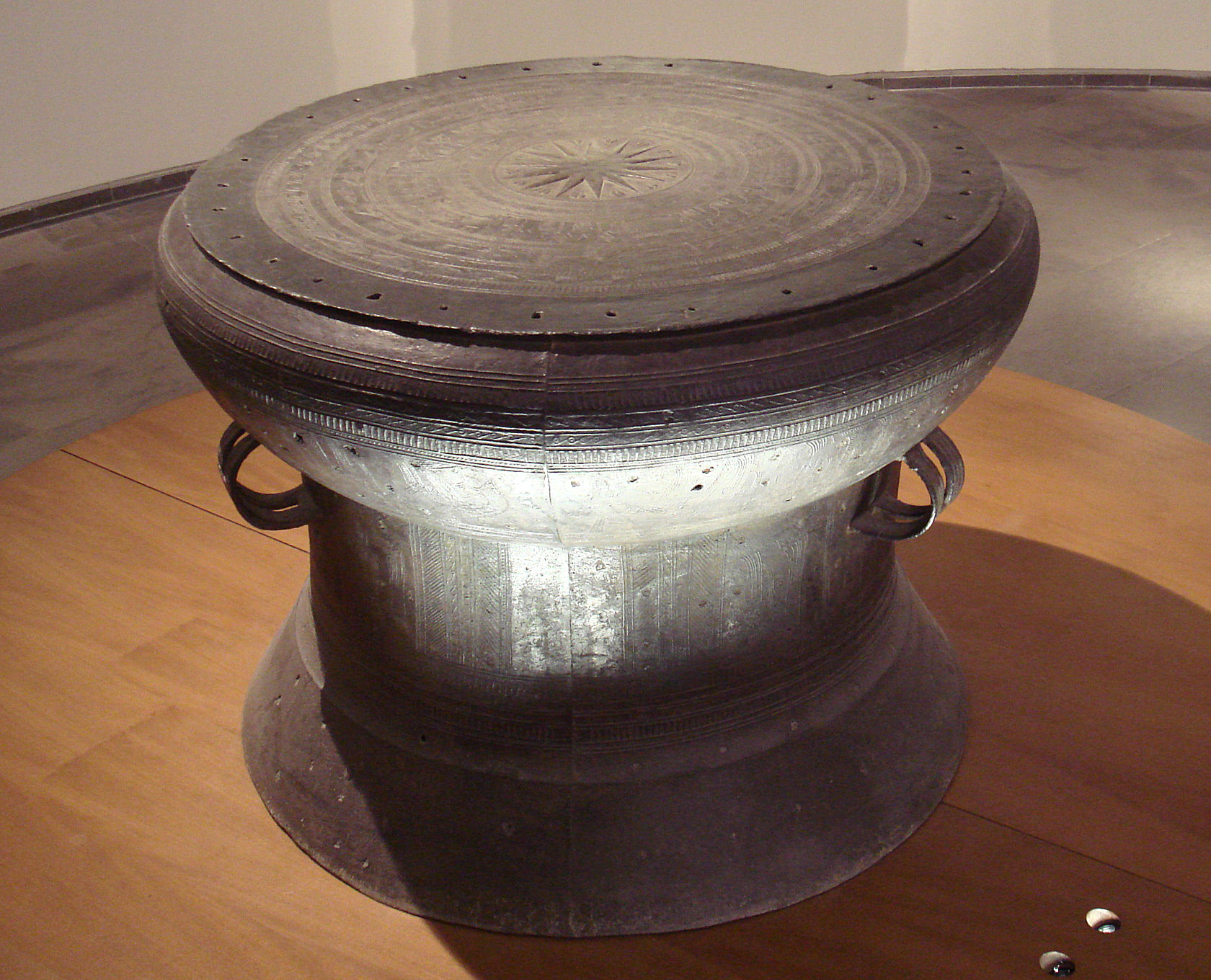
기원전 1세기 중반 동선 문화의 청동북

동선 문화는 기원전 400년에서 기원전 100년경에 걸쳐서 계속되었다. 타인호아 성 타인호아의 마강우안에는 동선 문화의 유적이 존재하며, 이것이 표식 유적이 되어 있다. 유적은 1920년 대, 프랑스 극동학회의 고고학자 등에 의해서 발견되어 특징적인 청동제 편면고가 유명해졌다. 제기로서의 청동기가 지극히 발달되어 있지만, 이 당시의 주요한 수단은 철기였다. 중국 학자들은 동선 청동북의 기원이 기원전 500년경 무렵, 중국의 윈난에서 창출되었다고 주장하지만, 북 일리노이 대학교의 클라크 D. 네헤르(Clark D. Neher) 교수는 "청동주조 기술은 동남아에서 시작하여, 중국으로 전파되었으며, 중국 학자들이 주장하는 것처럼 그 반대로 전파된 것이 아니다"라고 주장하였다. 이러한 주장은 베트남 고고학자들의 후속 연구에 의해 속속 밝혀지고 있다. 그들은 초기 동선의 청동북이 풍 응웬 문화(Phung Nguyen culture)의 도기 디자인과 근본적인 구조 특징과 밀접하게 관련이 있음을 밝혀냈다.

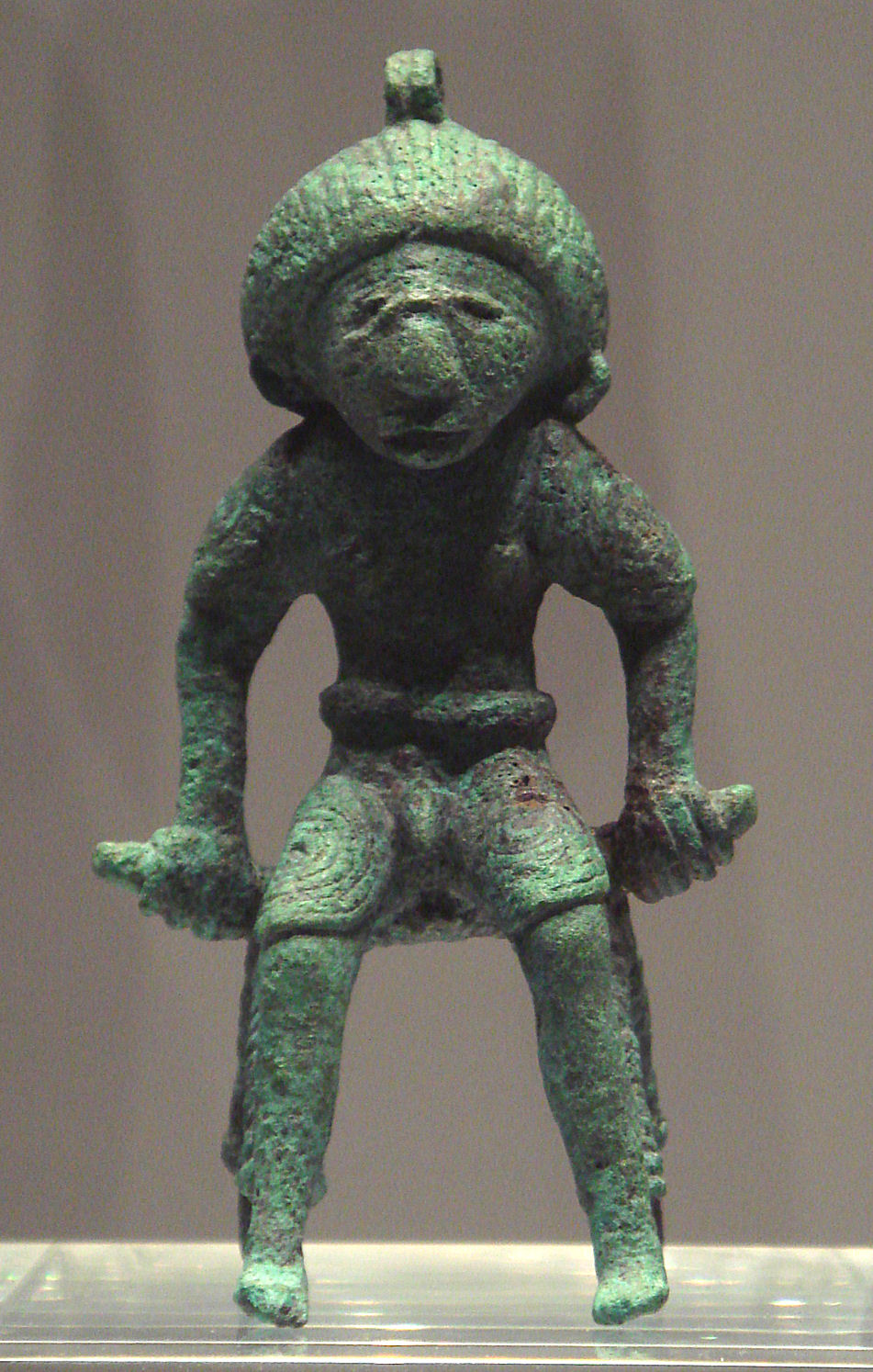
동선 문화의 인물상, 기원전 500년-기원전300년경. 태국

동선 문화의 사람들은 쌀을 경작하는데 능숙하며, 소와 돼지를 목축하고, 긴 카누를 타고 어로 활동을 하였다. 이들은 청동기 주조에도 능숙하여, 동선 청동북과 같은 대표적인 청동기 유물을 남겼다. 이것은 인도차이나 반도, 타이, 인도네시아 등 동남아시아 전역에서 폭넓게 발견되는 것으로 중국의 남부 지역에까지 영향을 끼쳤다.
동선 문화는 티베트-버마 문화(Tibeto-Burman cultur)에 연결되며, 윈난과 라오스의 다이 문화(Dai culture ) 그리고 몬크메르 문화와  그 문화와 연계된 라오스의 단지 평원에 영향을 끼친다. 동선 동고와 같이 기원전 400년경으로 거슬러 올라가는 유사한 유물들이 메콩강을 따라 캄보디아에서도 발견된다. 동선 문화의 영향은 동남아시아 전역과 인도네시아 알로오의 모코북(moko drum, 동선 동고(銅鼓)와 기원이 같은 것으로 추측되는)에서부터  케리스 나이프의 디자인에 이르기까지 폭넓게 나타났다.
동선 문화의 남쪽은 원시 참족의 사후인 문화로 나타났다.

## 같이 보기
- 베트남
- 청동기 시대
- 동선 청동북